# Shackleton-Gletscher
Der Shackleton-Gletscher ist ein großer, rund 100 km langer Gletscher im Transantarktischen Gebirge der antarktischen Ross Dependency. Er fließt vom Polarplateau unweit des Roberts-Massivs in nördlicher Richtung durch das Königin-Maud-Gebirge und mündet an der Dufek-Küste in das Ross-Schelfeis, das er zwischen Mount Speed und den Waldron Spurs erreicht.
Teilnehmer der United States Antarctic Service Expedition (1939–1941) entdeckten ihn auf einem Erkundungsflug zwischen dem 29. Februar und dem 1. März 1940. Sie benannten ihn als Wade-Gletscher nach dem Geologen Franklin Alton Wade (1903–1978), dem leitenden Wissenschaftler der Forschungsreise. Das Advisory Committee on Antarctic Names entschied sich dagegen 1947, den Gletscher nach dem britischen Polarforscher Ernest Shackleton (1874–1922) zu benennen.

## Einzelnachweise

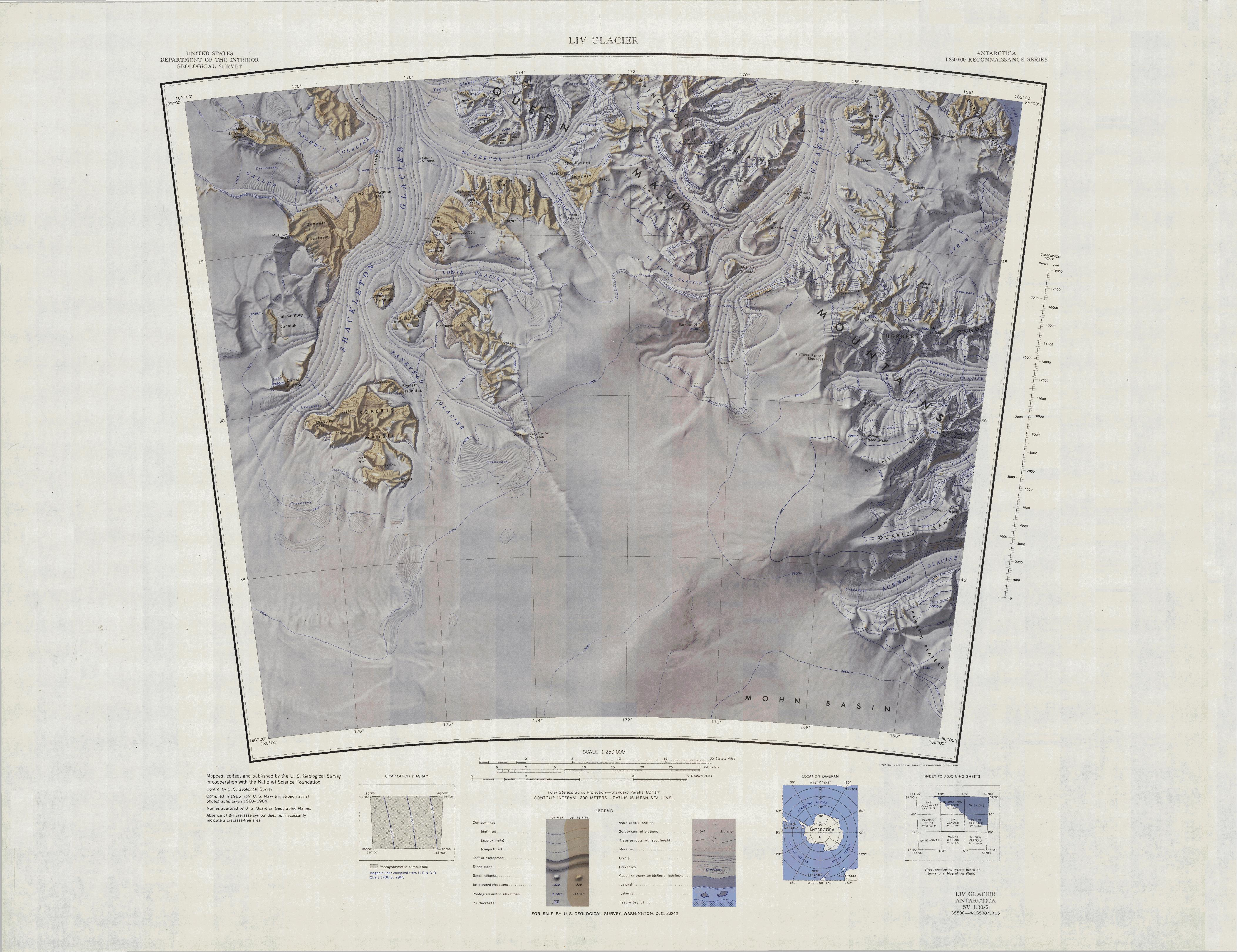
Kartenblatt LIV GLACIER von 1965 mit dem Südteil des Shackleton-Gletschers in der Westhälfte der Karte
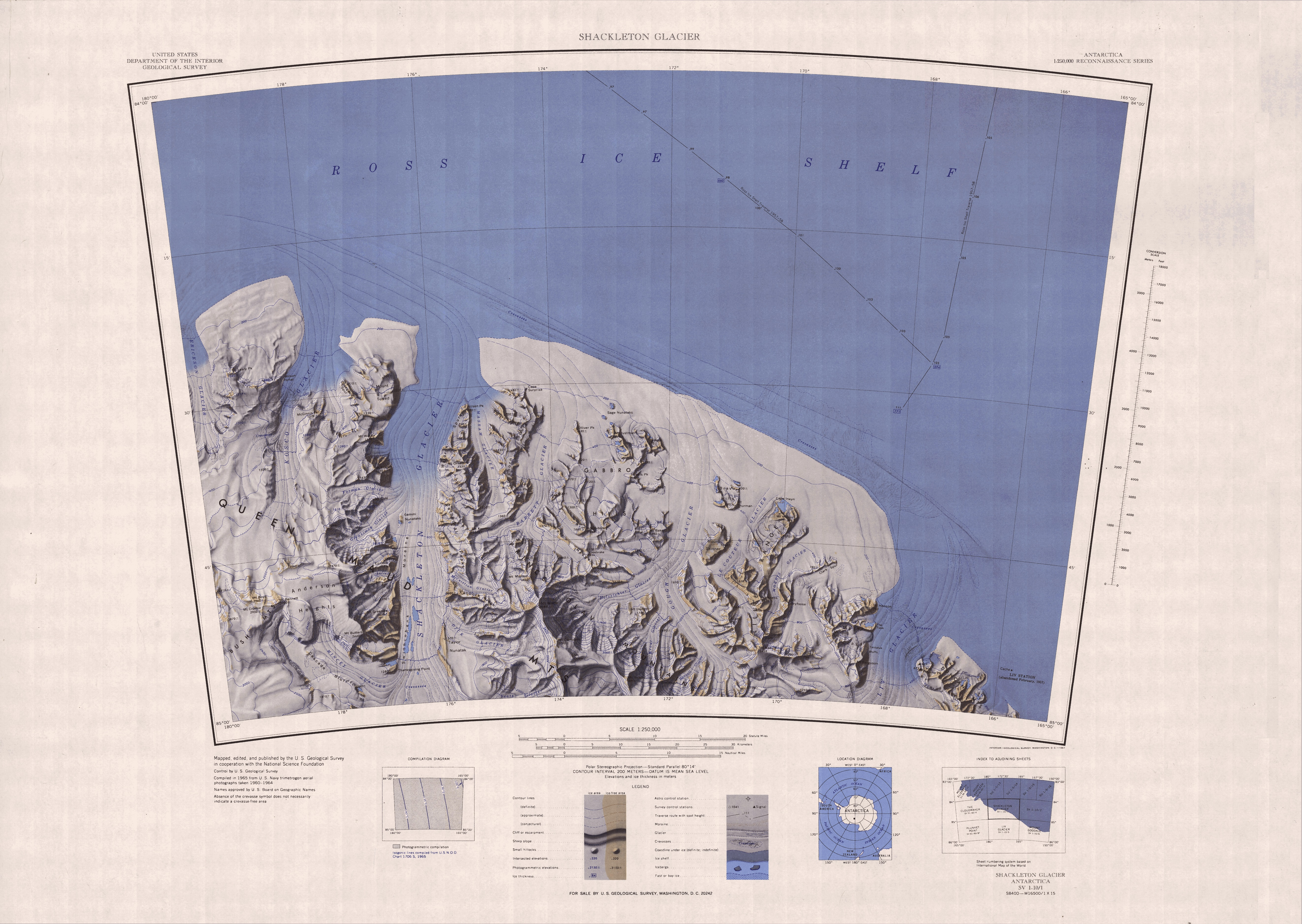
Kartenblatt SHACKLETON GLACIER von 1965 mit dem Nordteil des Shackleton-Gletschers in der Westhälfte der Karte